# Kalle Laanet

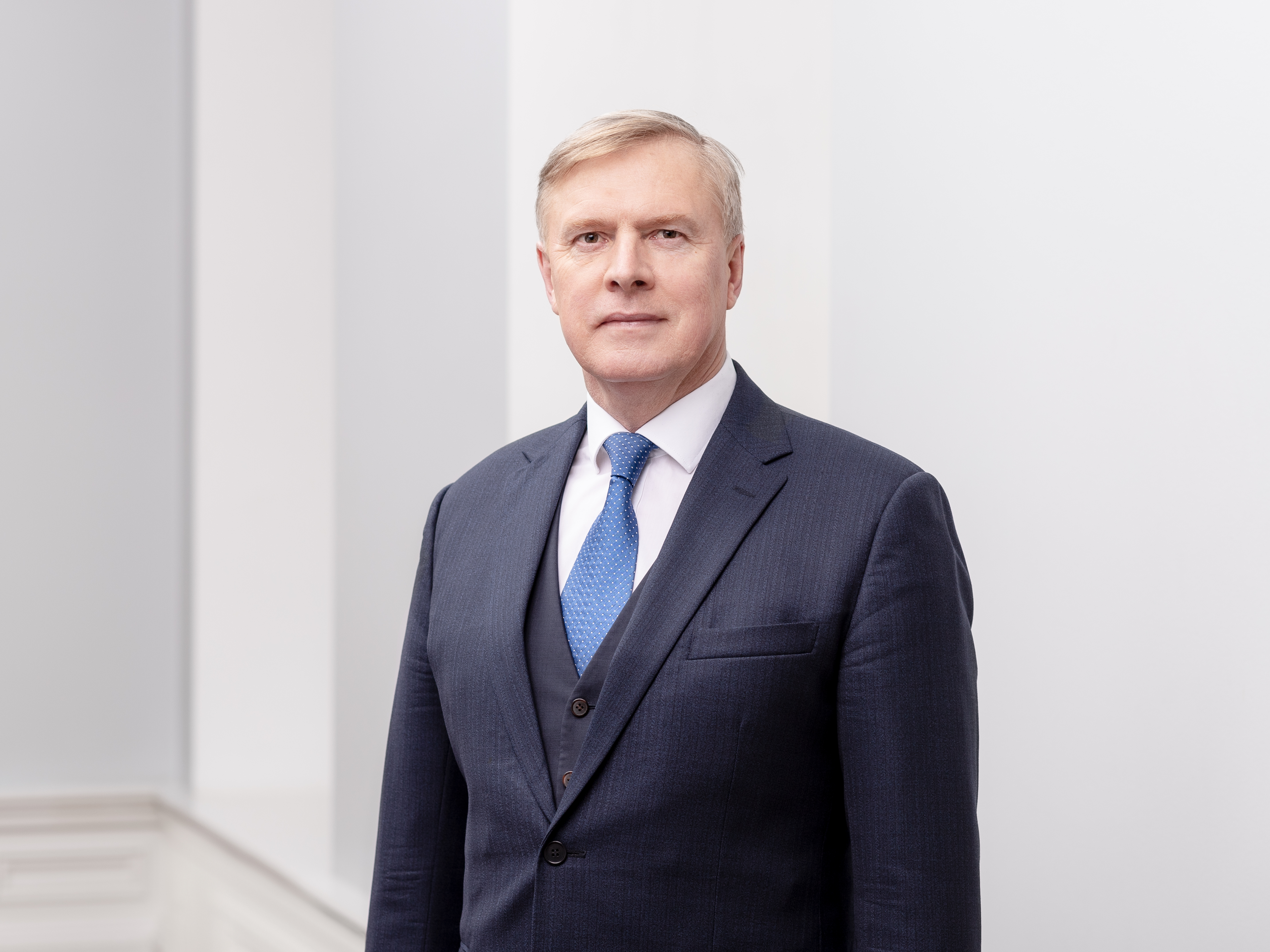
Kalle Laanet (2021)

Kalle Laanet (* 25. September 1965 in Tagavere, Insel Saaremaa, Estnische SSR) ist ein estnischer Politiker (RE, ehemals K). Er war von 2005 bis 2007 Innenminister und von 2021 bis 2022 Verteidigungsminister der Republik Estland. Von 2023 bis 2024 war er Justizminister des Landes.

## Leben
Kalle Laanet besuchte von 1972 bis 1979 Schulen in Tagavere und Orissaare sowie von 1979 bis 1983 das Sportinternat in der estnischen Hauptstadt Tallinn. Von 1986 bis 1988 absolvierte er die Ausbildungsstätte der sowjetestnischen Miliz in Tallinn. Anschließend war er bis 1993 als Polizeibeamter tätig. Von 1993 bis 1995 war Laanet im estnischen Kriminalamt beschäftigt. Von 1995 bis 2002 war Laanet Polizeipräfekt der für die estnischen Inseln zuständigen Präfektur Saare, 2002/2003 der Präfektur Tallinn und 2004/2005 der westestnischen Präfektur Lääne. 2001 schloss er sein Studium an der privaten Universität Concordia Rahvusvaheline Ülikool Eestis im Fach Rechtswissenschaft ab.

### Politik
Von April 2005 bis April 2007 war Kalle Laanet im Kabinett von Ministerpräsident Andrus Ansip Innenminister der Republik Estland. Seit 2005 war er Mitglied der Estnischen Zentrumspartei (Eesti Keskerakond). Nach seinem Ausscheiden aus der Regierung gehörte Laanet von 2007 bis 2012 dem estnischen Parlament als Abgeordneter der Zentrumspartei an. Er galt als einer der schärfsten innerparteilichen Kritiker des damaligen Vorsitzenden der Zentrumspartei und Oberbürgermeisters von Tallinn, Edgar Savisaar.
Von 2012 bis 2014 war er unabhängiger Abgeordneter im Parlament. Seit 2014 ist er Mitglied der Estnischen Reformpartei (Reformierakond), die er auch im Estnischen Parlament vertrat (bei der Wahl 2015 erstmals offiziell für diese angetreten). Im März 2019 wurde er erneut als Abgeordneter in das Estnische Parlament gewählt. Im Januar 2021 wurde Laanet Verteidigungsminister der Republik Estland in der neuen Koalitionsregierung unter Ministerpräsidentin Kaja Kallas. Nach dem Bruch der Koalition übernahm er zwischen Juni und Juli 2022 geschäftsführend auch wieder das Amt des Innenministers. Im Kabinett K. Kallas II wurde er zwar nicht als Minister berücksichtigt, fand aber nach der Parlamentswahl 2023 als Justizminister im Kabinett K. Kallas III Verwendung. Am 16. März 2024 erklärte Laanet seinen Rücktritt, nachdem Korruptionsvorwürfe gegen ihn öffentlich diskutiert wurden. Er wurde am 1. April 2024 durch Madis Timpson ersetzt und kehrte als Abgeordneter der Reformpartei in das Parlament zurück.

### Privates
Kalle Laanet ist verheiratet. Er hat einen Sohn und zwei Töchter.